# Дух молодості
«Дух молодості» (англ. Spirit of Youth) — фільм 1938 року режисера Гаррі Л. Фрейзера, в якому знявся тодішній чемпіон світу у важкій вазі Джо Луїс. Історія, що викладена у стрічці, перкликається із реальними подіями в житті Луїса.

## Сюжет
Кар'єрі молодого перспективного боксера заважає романтичне захоплення.

## У ролях
- Джо Луїс — Джо Томас
- Кларенс Мьюз — Френкі Волберн
- Една Мей Гарріс — Мері Боудін
- Мей Тернер — Флори Бейлі
- Клео Десмонд — Нора Томас
- Мантан Морленд — Крейтон «Крікі» Фіцгіббонс
- Джевел Сміт — герцог Смарагд
- Том Саузерн — доктора Боудіна
- Джесс Лі Брукс — Джефф Томас
- Маргаріт Віттен — Елеонор Томас
- Кларенс Брукс — Спіді
- "Хор Плантації" — церковний хор
- "Креольський хор" — креольський хор
- Танцюристи з Великого яблука — танцюристи

## Зовнішні посилання
- Дух молодості на сайті IMDb (англ.)
- Дух молодості на TCM Movie Database (англ.)
- Дух молодості на сайті AllMovie (англ.)